# Dunsterforce

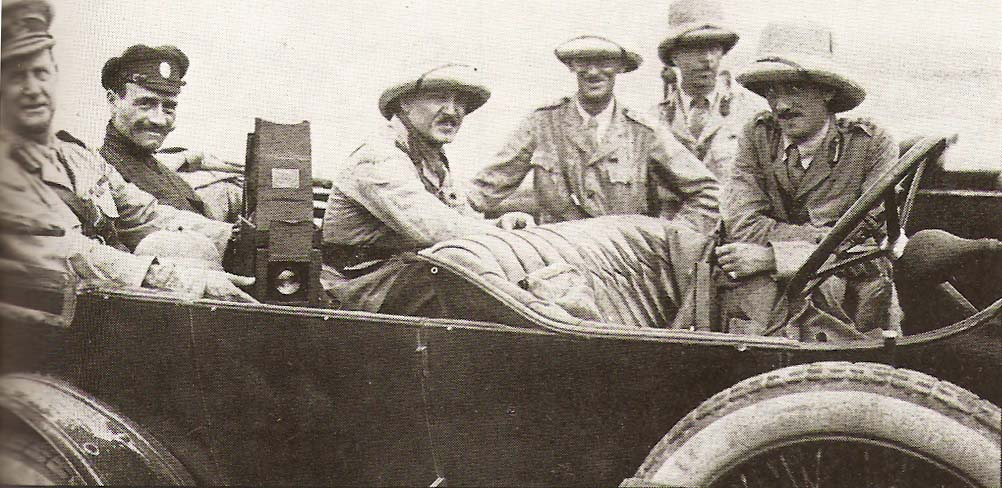
Dowództwo Dunsterforce

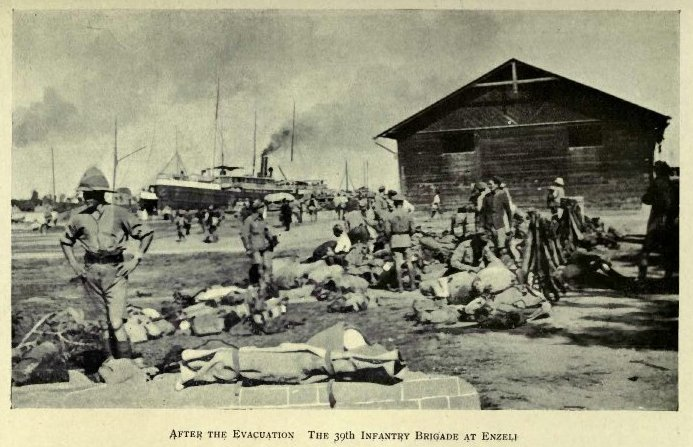
Żołnierze Dunsterforce podczas ewakuacji z Baku w poł. września 1918 r.

Dunsterforce – jednostka wojskowa armii brytyjskiej złożona z Brytyjczyków, Australijczyków, Nowozelandczyków i Kanadyjczyków w latach 1917–1918
Dunsterforce zostało utworzone pod koniec 1917 r. w Hamadanie w zachodniej Persji. Liczyło ok. 1 tys. żołnierzy pochodzących z elitarnych brytyjskich, australijskich, nowozelandzkich i kanadyjskich oddziałów wojskowych. Na ich czele stanął gen. mjr Lionel Dunsterville. W skład Dunsterforce wchodził też oddział samochodów pancernych. Głównym zadaniem jednostki było szkolenie i wspieranie lokalnych oddziałów perskich, a także zbieranie danych wywiadowczych. Po rewolucji październikowej Brytyjczycy postanowili wysłać swoje siły do Tyflisu w celu uniemożliwienia wojskom niemieckim i tureckim wkroczenia do Gruzji. W tym celu w styczniu/lutym 1918 r. jednostka przybyła do Enzeli nad Morzem Kaspijskim, w okolicy którego natknęła się jednak na 3-tysięczne zrewolucjonizowane oddziały rosyjskie. W tej sytuacji została zmuszona do odwrotu do Hamadanu. W tym czasie Gruzję zajęli Niemcy, po czym ruszyli w kierunku Baku. W stronę miasta posuwała się także Kaukaska Armia Islamu, złożona z wojsk turecko-azerbejdżańskich. Władze Dyktatury Centrokaspia wraz z Ormianami, sprawujący władzę w Baku i okolicach, zwróciły się o pomoc do Ententy. Dunsterforce otrzymało więc zadanie zajęcia miasta, a przy okazji zabezpieczenia strategicznych bakińskich pól naftowych. Po przegrupowaniu oraz uzupełnieniu żołnierzami z Frontu Mezopotamskiego i trzema batalionami Białych Rosjan, w czerwcu 1918 r. Dunsterforce zajęło Enzeli. W lipcu tego roku w kierunku Baku zostały posłane rosyjskie bataliony, ale ich atak odrzuciły wojska tureckie. Generał L. Dunsterville wysłał resztę swoich sił, do których dołączyły ochotnicze oddziały rosyjskie i armeńskie. Ich łączna liczebność wynosiła ok. 10 tys. ludzi ze wsparciem 3 samochodów pancernych i 2 samolotów Martinsyde G.100. Oddziały Dunsterforce przybyły do Baku pomiędzy 3 i 17 sierpnia 1918 r. Z powodu małej liczebności swoich sił gen. L. Dunsterville postanowił użyć fortelu. Rozkazał tej samej kompanii przemaszerować ulicami miasta kilka razy, aby przeciwnikowi wydawało się, że Dunsterforce jest większą jednostką wojskową, niż w rzeczywistości. 26 sierpnia Kaukaska Armia Islamu zaatakowała Baku. Dunsterforce 4 razy odrzucił Turków, ale z powodu bardzo niskiej gotowości bojowej wojsk Dyktatury Centrokaspia został zmuszony do odwrotu z miasta. Po ciężkich walkach Brytyjczycy wycofali się też 30 sierpnia z okolicznych wzgórz. W rezultacie Turcy 15 września zdobyli Baku. W nocy z 14 na 15 września Dunsterforce ewakuowało się na okrętach na terytorium Persji. Straty wyniosły ogółem ok. 180 zabitych. Jednostkę 22 września rozwiązano. Żołnierze powrócili w większości do macierzystych oddziałów, zaś gen. L. Dunsterville został odkomenderowany do Indii.